# 초석
초석(硝石, 영어: saltpeter)은 질산칼륨 분자 {\displaystyle {\ce {KNO3}}}의 광물 형태이다.
물에 잘 녹기 때문에 자연 상태에서도 발견된다. 주로 할로겐화물, 요오드화물, 붕산염, 석고 등 물에 잘 녹는 광물들과 함께 발견된다. 현재 초석의 주요 산지는 칠레의 아타카마 사막이며, 그래서 달리 칠레초석(Chile saltpeter)이라고도 한다. 구성물질인 질소와 칼륨이 모두 비료의 주 원료이나, 역사적으로 초석은 흑색화약의 원료로 가장 큰 역할을 가졌다. 질소합성기술이 개발된 뒤에도 천연초석은 여전히 채굴되고 있으며 상업적 가치가 있다.